# Världsmästerskapet i volleyboll för klubblag 2015 (damer)
Världsmästerskapet i volleyboll för klubblag 2015 spelades 6 till 10 maj 2015 i Zürich, Schweiz. Det var den nionde upplagan av turneringen, som organiseras av FIVB, och sex lag deltog. Eczacıbaşı SK vann turneringen för första gången genom att besegra VK Dinamo Krasnodar i finalen. Jordan Larson utsågs till mest värdefulla spelare.

## Deltagande lag
| Lag                        | Turnering                            | Deltog senast                                     |
| -------------------------- | ------------------------------------ | ------------------------------------------------- |
| Eczacıbaşı SK              | 1:a CEV Champions League 2014-15     | Debut                                             |
| Hisamitsu Springs          | 1:a asiatiska mästerskapet 2014      | Världsmästerskapet i volleyboll för klubblag 2014 |
| VK Dinamo Krasnodar        | Wild card                            | Debut                                             |
| Mirador VC                 | Wild card                            | Världsmästerskapet i volleyboll för klubblag 2011 |
| Rio de Janeiro Vôlei Clube | 1:a sydamerikanska mästerskapet 2015 | Världsmästerskapet i volleyboll för klubblag 2013 |
| Voléro Zürich              | Värdlag                              | Världsmästerskapet i volleyboll för klubblag 2014 |

## Turneringen

### Gruppspelsfasen
| Grupp A                    | Grupp B             |
| -------------------------- | ------------------- |
| Mirador VC                 | Hisamitsu Springs   |
| Rio de Janeiro Vôlei Clube | Eczacıbaşı SK       |
| Voléro Zürich              | VK Dinamo Krasnodar |

#### Grupp A

##### Resultat
| 6 maj 2015 Saalsporthalle, Zürich Speltid: 1:54 - Åskådare: 750   | Voléro Zürich              | 3 - 1 | Mirador VC                 | 20-25, 25-17, 25-15, 25-15 |
| 7 maj 2015 Saalsporthalle, Zürich Speltid: 2:26 - Åskådare: 1 500 | Voléro Zürich              | 1 - 3 | Rio de Janeiro Vôlei Clube | 28-30, 22-25, 35-33, 22-25 |
| 8 maj 2015 Saalsporthalle, Zürich Speltid: 1:19 - Åskådare: 680   | Rio de Janeiro Vôlei Clube | 3 - 0 | Mirador VC                 | 25-14, 25-19, 25-18        |

##### Sluttabell
| Pos. | Lag                        | Pt | M | V | F | SV | SF | Kvot  | PV  | PF  | Kvot  |
| ---- | -------------------------- | -- | - | - | - | -- | -- | ----- | --- | --- | ----- |
| 1    | Rio de Janeiro Vôlei Clube | 6  | 2 | 2 | 0 | 6  | 1  | 6.000 | 188 | 107 | 1.757 |
| 2    | Voléro Zürich              | 3  | 2 | 1 | 1 | 4  | 4  | 1.000 | 202 | 185 | 1.092 |
| 3    | Mirador VC                 | 0  | 2 | 0 | 2 | 1  | 6  | 0.167 | 123 | 170 | 0.724 |

#### Grupp B

##### Resultat
| 6 maj 2015 Saalsporthalle, Zürich Speltid: 2:13 - Åskådare: 710 | Eczacıbaşı SK     | 2 - 3 | Hisamitsu Springs   | 25-12, 26-28, 20-25, 25-19, 11-15 |
| 7 maj 2015 Saalsporthalle, Zürich Speltid: 1:34 - Åskådare: 860 | Eczacıbaşı SK     | 3 - 0 | VK Dinamo Krasnodar | 25-22, 26-24, 25-19               |
| 8 maj 2015 Saalsporthalle, Zürich Speltid: 1:55 - Åskådare: 850 | Hisamitsu Springs | 1 - 3 | VK Dinamo Krasnodar | 25-21, 21-25, 14-25, 18-25        |

##### Sluttabell
| Pos. | Lag                 | Pt | M | V | F | SV | SF | Kvot  | PV  | PF  | Kvot  |
| ---- | ------------------- | -- | - | - | - | -- | -- | ----- | --- | --- | ----- |
| 1    | Eczacıbaşı SK       | 4  | 2 | 1 | 1 | 5  | 3  | 1.667 | 183 | 164 | 1.116 |
| 2    | VK Dinamo Krasnodar | 3  | 2 | 1 | 1 | 3  | 4  | 0.750 | 161 | 154 | 1.045 |
| 3    | Hisamitsu Springs   | 2  | 2 | 1 | 1 | 4  | 5  | 0.800 | 177 | 203 | 0.872 |

### Slutspelsfasen
|  | Semifinaler                | Semifinaler |               |                     | Final                      | Final               |  |
|  |                            |             |               |                     |                            |                     |  |
|  | Rio de Janeiro Vôlei Clube | 1           |               |                     |                            |                     |  |
|  | Rio de Janeiro Vôlei Clube | 1           |               |                     |                            |                     |  |
|  | VK Dinamo Krasnodar        | 3           |               |                     |                            |                     |  |
|  | VK Dinamo Krasnodar        | 3           |               | VK Dinamo Krasnodar | 1                          |                     |  |
|  |                            |             |               | VK Dinamo Krasnodar | 1                          |                     |  |
|  |                            |             | Eczacıbaşı SK | 3                   |                            |                     |  |
|  | Eczacıbaşı SK              | 3           | Eczacıbaşı SK | 3                   |                            |                     |  |
|  | Eczacıbaşı SK              | 3           |               |                     |                            |                     |  |
|  | Voléro Zürich              | 1           |               |                     | Match om tredjepris        | Match om tredjepris |  |
|  | Voléro Zürich              | 1           |               |                     |                            |                     |  |
|  |                            |             |               |                     |                            |                     |  |
|  |                            |             |               |                     | Rio de Janeiro Vôlei Clube | 0                   |  |
|  |                            |             |               |                     | Rio de Janeiro Vôlei Clube | 0                   |  |
|  |                            |             |               |                     | Voléro Zürich              | 3                   |  |

#### Semifinaler
| 9 maj 2015 Saalsporthalle, Zürich Speltid: 2:10 - Åskådare: 1 580 | Eczacıbaşı SK              | 3 - 1 | Voléro Zürich       | 25-17, 25-22, 18-25, 34-32 |
| 9 maj 2015 Saalsporthalle, Zürich Speltid: 2:29 - Åskådare: 1 200 | Rio de Janeiro Vôlei Clube | 1 - 3 | VK Dinamo Krasnodar | 21-25, 27-25, 23-25, 21-25 |

#### Match om tredjepris
| 10 maj 2015 Saalsporthalle, Zürich Speltid: 1:30 - Åskådare: 1 250 | Rio de Janeiro Vôlei Clube | 0 - 3 | Voléro Zürich | 21-25, 17-25, 18-25 |

#### Final
| 10 maj 2015 Saalsporthalle, Zürich Speltid: 2:07 - Åskådare: 1 550 | VK Dinamo Krasnodar | 1 - 3 | Eczacıbaşı SK | 16-25, 21-25, 26-24, 19-25 |

## Slutplaceringar
| Pos | Lag                        |
| --- | -------------------------- |
|     | Eczacıbaşı SK              |
|     | VK Dinamo Krasnodar        |
|     | Voléro Zürich              |
| 4   | Rio de Janeiro Vôlei Clube |
| 5   | Hisamitsu Springs          |
| 5   | Mirador VC                 |

## Individuella utmärkelser
| Utmärkelse              | Namn                  | Lag                        |
| ----------------------- | --------------------- | -------------------------- |
| Mest värdefulla spelare | Jordan Larson         | Eczacıbaşı SK              |
| Bästa passare           | Josefa de Souza       | VK Dinamo Krasnodar        |
| Bästa högerspiker       | Olesja Rychljuk       | Voléro Zürich              |
| Bästa vänsterspiker     | Tat'jana Košeleva     | VK Dinamo Krasnodar        |
| Bästa vänsterspiker     | Fernanda Garay        | VK Dinamo Krasnodar        |
| Bästa center            | Maja Poljak           | Eczacıbaşı SK              |
| Bästa center            | Ana Carolina da Silva | Rio de Janeiro Vôlei Clube |
| Bästa libero            | Silvija Popović       | Voléro Zürich              |